# Kevin Sammut
Kevin Sammut (Sliema, 26 mei 1981) is een Maltees voormalig betaald voetballer die doorgaans op het middenveld speelde. Hij werd op 20 augustus 2012 voor tien jaar geschorst door de UEFA omdat bewezen werd geacht dat hij zich had laten omkopen voor een 4-0-verlies tegen Noorwegen, een kwalificatiewedstrijd voor Euro 2008.